# 불광중학교
불광중학교(佛光中學校)는 대한민국 서울특별시 은평구 불광동에 있는 공립 중학교이다.

## 학교 연혁
- 1974년 6월 1일 : 불광중학교 설립인가
- 1975년 3월 5일 : 개교 및 입학식(10학급 700명)
- 1991년 10월 12일 : 불광관(강당) 개관
- 1997년 10월 29일 : 멀티미디어실 설치
- 1997년 12월 19일 : 육상부 합숙소 및 교직원 식당 준공
- 2003년 2월 19일 : 정보화센터 개관
- 2008년 11월 1일 : 12타석 규모의 골프연습장 준공
- 2021년 3월 1일 : 한수찬 교장 취임
- 2023년 2월 3일 : 제46회 졸업(207명, 총 졸업생 수 26,361명)

## 참고 자료
- 불광중학교 - 한국교육학술정보원 학교알리미